# La vergine sotto il tetto
La vergine sotto il tetto (The Moon Is Blue) è un film statunitense del 1953 diretto e prodotto da Otto Preminger.

## Trama
Donald, un architetto trentenne, incontra Patty, una dolce e vivace ragazza, in cima all'Empire State Building, il celebre grattacielo di New York. L'incontro si sposta prima nell'ufficio dell'uomo, nello stesso grattacielo, e poi a casa di lui per un invito a cena. Visto che piove, la ragazza si offre di preparare la cena a casa dello scapolo, quando si presenta alla porta David, vicino di casa dell'architetto, impenitente libertino e padre di Cynthia, ex fidanzata del giovane. Patty ingenuamente invita David a rimanere a cena, ma la sua presenza rovina la serata e i programmi di Donald, che è costretto a uscire. In sua assenza, David addirittura convince la giovane a valutare la sua proposta di matrimonio. L'intervento della gelosa Cynthia e del manesco padre di Patty complicano non poco la situazione che diventa via via più imbarazzante e surreale. Il giorno successivo, con una nuova visita di Patty a all'Empire State Building, i due giovani riescono a chiarirsi, si riconciliano e decidono di sposarsi.

## Produzione
La sceneggiatura di Frederick Hugh Herbert si basa sulla commedia The Moon Is Blue che era stata prodotta da Preminger e aveva debuttato a Broadway l'8 marzo 1951 restando in scena per ben due anni.
Il film venne girato tra il 21 gennaio e il 18 febbraio 1953 al Motion Picture Center.

## Distribuzione
Distribuito dalla United Artists, il film fu presentato a San Francisco il 29 giugno 1953 e a New York il 9 luglio.
Preminger dovette rifiutare il manifesto preparato dalla produzione perché troppo apertamente erotico e ne commissionò uno astratto a Saul Bass che proprio da qui iniziò con il regista una lunga collaborazione. Fu costretto anche a difendere la pellicola dall'interdizione del codice Hays e della Lega Cattolica di decenza perché comparivano parole considerate audaci per l'epoca, come "vergine", "seduzione" e "amante" e per questo La vergine sotto il tetto venne messo al bando.
Al contrario, la versione tedesca del film (Die Jungfrau auf dem Dach), girata in contemporanea, non incontrò alcuna difficoltà all'uscita, anzi ricevette un'ottima accoglienza al Festival di Berlino 1953.

### Riconoscimenti
Il film ottenne diversi riconoscimenti:
- Golden Globe 1954
  - Vincitore del Golden Globe per il miglior attore in un film commedia o musicale David Niven
- Premi Oscar 1954
  - Candidatura all'Oscar per la migliore attrice protagonista Maggie McNamara
  - Candidatura all'Oscar al miglior montaggio Otto Ludwig
  - Candidatura all'Oscar alla migliore canzone The Moon Is Blue, musica di Herschel Burke Gilbert, testo di Sylvia Fine
- BAFTA Film Award
  - Candidatura al Premio per il miglior film internazionale
  - Candidatura al Premio alla migliore attrice debuttante  Maggie McNamara
- Writers Guild of America Award
  - Candidatura per la migliore sceneggiatura Frederick Hugh Herbert